# 1677 w polityce

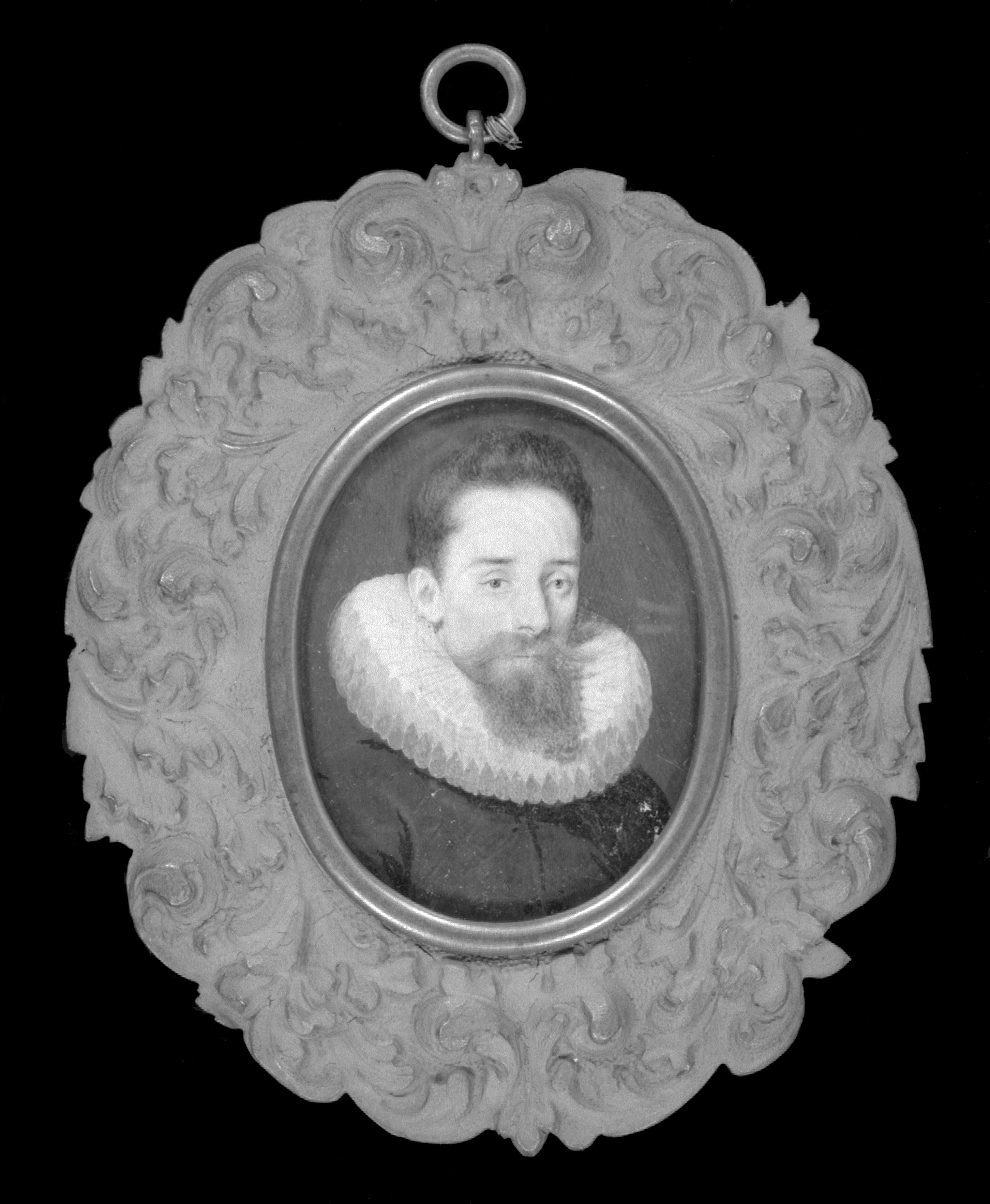
Jerzy Chrystian, landgraf Hesji-Homburg

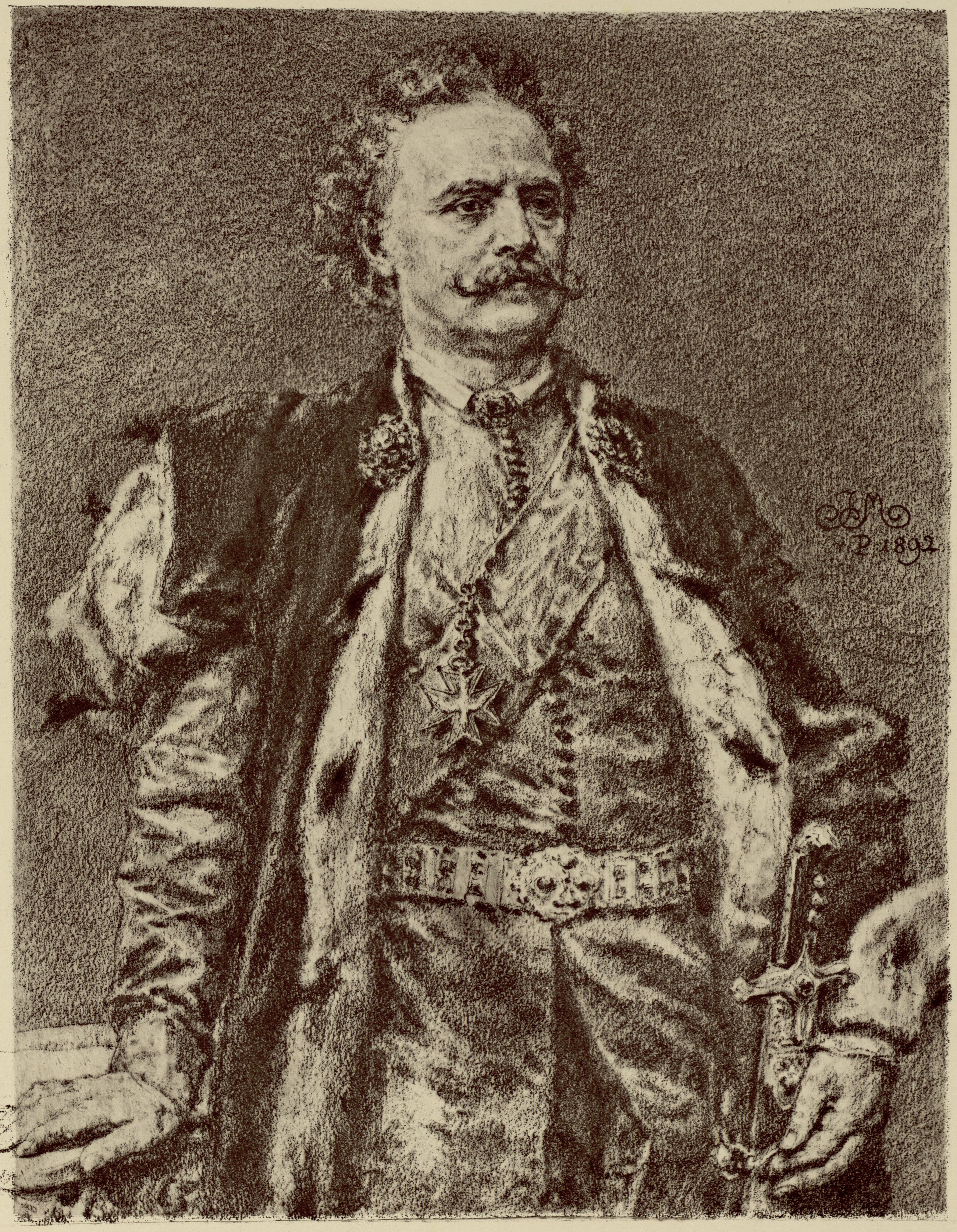
Stanisław Leszczyński

Wydarzenia polityczne w 1677 roku.

## Urodzili się
- 4 lipca Pietro Luigi Carafa, włoski kardynał[1].
- 20 października Stanisław Leszczyński, król Polski[2].

## Zmarli
- 10 stycznia Fryderyk VI, margrabia Badenii-Durlach[3].
- 1 sierpnia Jerzy Chrystian, landgraf Hesji-Homburg[4].
- Wespazjan Lanckoroński, polski biskup[5].